# Нанбоку-чо
Нанбоку-чо (на японски: 南北朝時代; букв. – „Северен и Южен двор“) е период от японската история, датиращ от 1336 до 1392 г. Счита се за част от по-големия период Муромачи (Ашикага).
През този период е основан Северен двор от Ашикага Такауджи в Киото и Южен двор от император Го-Дайго в Йошино. В идеологическо отношение, двата двора са в конфликт в продължение на петдесет години, като Южния се предава пред Северния през 1392 г. Все пак, на практика Северният двор е под властта на шогуната Муромачи и е почти изцяло зависим от него.
От 19 век императорите на Южния двор се считат за законните императори на Япония. Някои фактори за това решение са властта на Южния двор над императорските регалии, както и труда на Китабатаке Чикафуса Джино Шотоки, който легитимира Южния императорски двор въпреки поражението му.
Последствията от събитията през този период са запазили влиянието си в съвременните възгледи в Япония относно императорската система (тено сейка). След Втората световна война поредица от претенденти за трона започват да предявяват претенции към Южния двор и поставят под въпрос легитимността на съвременната императорска династия в страната, която произлиза от Северния двор.
Унищожаването на шогуната Камакура през 1333 г. и провалът на Реставрацията Кенму през 1336 г. започват криза на законността на новия шогунат. Освен това, институционалните промени в системата на именията (шоен), съставляваща основата на доходите за благородничеството и армията, значително променят статута на различните социални групи. Покрай военните нужди на Нанбоку-чо се оформя режима Муромачи, който разширява икономическата основа на воините, докато подбива благородническите собственици.